# The Singles 1999–2006
The Singles 1999–2006 é uma coletânea que reúne os singles da banda inglesa de rock alternativo Coldplay. Foi lançado em 26 de março de 2007 pela gravadora Parlophone. O box inclui todos os quatorze singles lançados pela banda até 2006, em registros de 7" vinil em que cada single é acompanhado com suas devidas capas originais.

## Faixas dos Discos
1. The Blue Room EP
  - "Bigger Stronger"/"Don't Panic" (B1)/"See You Soon" (B2)
  - "High Speed"/"Such a Rush"
  - A 1ª vez em que o EP foi lançado em formato de vinil, para esta versão, foi dividido em dois discos.
2. "Shiver"/"For You" (B1)/"Careful Where You Stand" (B2)
3. "Yellow"/"Help Is Round the Corner"
4. "Trouble"/"Brothers & Sisters"
5. "Don't Panic"/"You Only Live Twice" (ao vivo na Noruega)
  - Originalmente lançado apenas como um single internacional.
6. "In My Place"/"One I Love"
7. "The Scientist"/"1.36" (B1)/"I Ran Away" (B2)
8. "Clocks"/"Crests of Waves"
9. "God Put a Smile upon Your Face"/"Murder"
  - Originalmente lançado apenas como um single internacional.
10. "Speed of Sound"/"Things I Don't Understand"
11. "Fix You"/"The World Turned Upside Down"
12. "Talk"/"Gravity"
13. "What If" (Tom Lord Alge mix)/"How You See the World" (ao vivo no Earls Court)
  - Originalmente lançado apenas como um single internacional.
14. "The Hardest Part"/"Pour Me" (ao vivo no Hollywood Bowl)
  - Lançadas anteriormente somente como single digital no Reino Unido.